# Shayne Gostisbehere
Shayne Gostisbehere, född 20 april 1993, är en amerikansk-fransk professionell ishockeyback som spelar för Detroit Red Wings i NHL.
Han har tidigare spelat på NHL-nivå för Arizona Coyotes och Philadelphia Flyers och på lägre nivåer för Lehigh Valley Phantoms och Adirondack Phantoms i American Hockey League (AHL) och Union Dutchmen i National Collegiate Athletic Association (NCAA).
Gostisbehere draftades av Philadelphia Flyers i tredje rundan i 2012 års draft som 78:e spelare totalt.

## Statistik
| 2009–2010   | South Kent Cardinals   |             | 33  | 6  | 27  | 33  |     | —  | — | — | — | —  |
| 2010–2011   | South Kent Cardinals   |             | 24  | 7  | 29  | 36  | 32  | —  | — | — | — | —  |
| 2011–2012   | Union Dutchmen         | NCAA        | 41  | 5  | 17  | 22  | 20  | —  | — | — | — | —  |
| 2012–2013   | Union Dutchmen         | NCAA        | 36  | 8  | 18  | 26  | 39  | —  | — | — | — | —  |
| 2013–2014   | Union Dutchmen         | NCAA        | 42  | 9  | 25  | 34  | 26  | —  | — | — | — | —  |
|             | Adirondack Phantoms    | AHL         | 2   | 0  | 0   | 0   | 0   | —  | — | — | — | —  |
| 2014–2015   | Philadelphia Flyers    | NHL         | 2   | 0  | 0   | 0   | 0   | —  | — | — | — | —  |
|             | Lehigh Valley Phantoms | AHL         | 5   | 0  | 5   | 5   | 0   | —  | — | — | — | —  |
| 2015–2016   | Philadelphia Flyers    | NHL         | 64  | 17 | 29  | 46  | 24  | 6  | 1 | 1 | 2 | 4  |
|             | Lehigh Valley Phantoms | AHL         | 14  | 2  | 8   | 10  | 6   | —  | — | — | — | —  |
| 2016–2017   | Philadelphia Flyers    | NHL         | 76  | 7  | 32  | 39  | 32  | —  | — | — | — | —  |
| 2017–2018   | Philadelphia Flyers    | NHL         | 78  | 13 | 52  | 65  | 25  | 6  | 1 | 0 | 1 | 4  |
| 2018–2019   | Philadelphia Flyers    | NHL         | 78  | 9  | 28  | 37  | 22  | —  | — | — | — | —  |
| 2019–2020   | Philadelphia Flyers    | NHL         | 42  | 5  | 7   | 12  | 20  | 5  | 0 | 2 | 2 | 2  |
|             | Lehigh Valley Phantoms | AHL         | 2   | 0  | 1   | 1   | 0   | —  | — | — | — | —  |
| NHL totalt  | NHL totalt             | NHL totalt  | 340 | 51 | 148 | 199 | 123 | 17 | 2 | 3 | 5 | 10 |
| AHL totalt  | AHL totalt             | AHL totalt  | 23  | 2  | 14  | 16  | 6   | —  | — | — | — | —  |
| NCAA totalt | NCAA totalt            | NCAA totalt | 119 | 22 | 60  | 82  | 85  | —  | — | — | — | —  |

### Internationellt
| Källa: Uppdaterad: 2020-10-11 | Källa: Uppdaterad: 2020-10-11 | Källa: Uppdaterad: 2020-10-11 |         | Utv = Utvisningsminuter | Utv = Utvisningsminuter | Utv = Utvisningsminuter | Utv = Utvisningsminuter | Utv = Utvisningsminuter |
| År                            | Lag                           | Mästerskap                    | Matcher | Mål                     | Assists                 | Poäng                   | Utv                     |                         |
| ----------------------------- | ----------------------------- | ----------------------------- | ------- | ----------------------- | ----------------------- | ----------------------- | ----------------------- | ----------------------- |
| 2013                          | USA                           | JVM                           | 6       | 1                       | 1                       | 2                       | 25                      |                         |
| 2016                          | Lag Nordamerika               | World Cup                     | 3       | 0                       | 4                       | 4                       | 4                       |                         |
| Junior totalt                 | Junior totalt                 | Junior totalt                 | 6       | 1                       | 1                       | 2                       | 25                      |                         |
| Senior totalt                 | Senior totalt                 | Senior totalt                 | 3       | 0                       | 4                       | 4                       | 4                       |                         |